# Sčítání lidu, domů a bytů 2011 v Česku

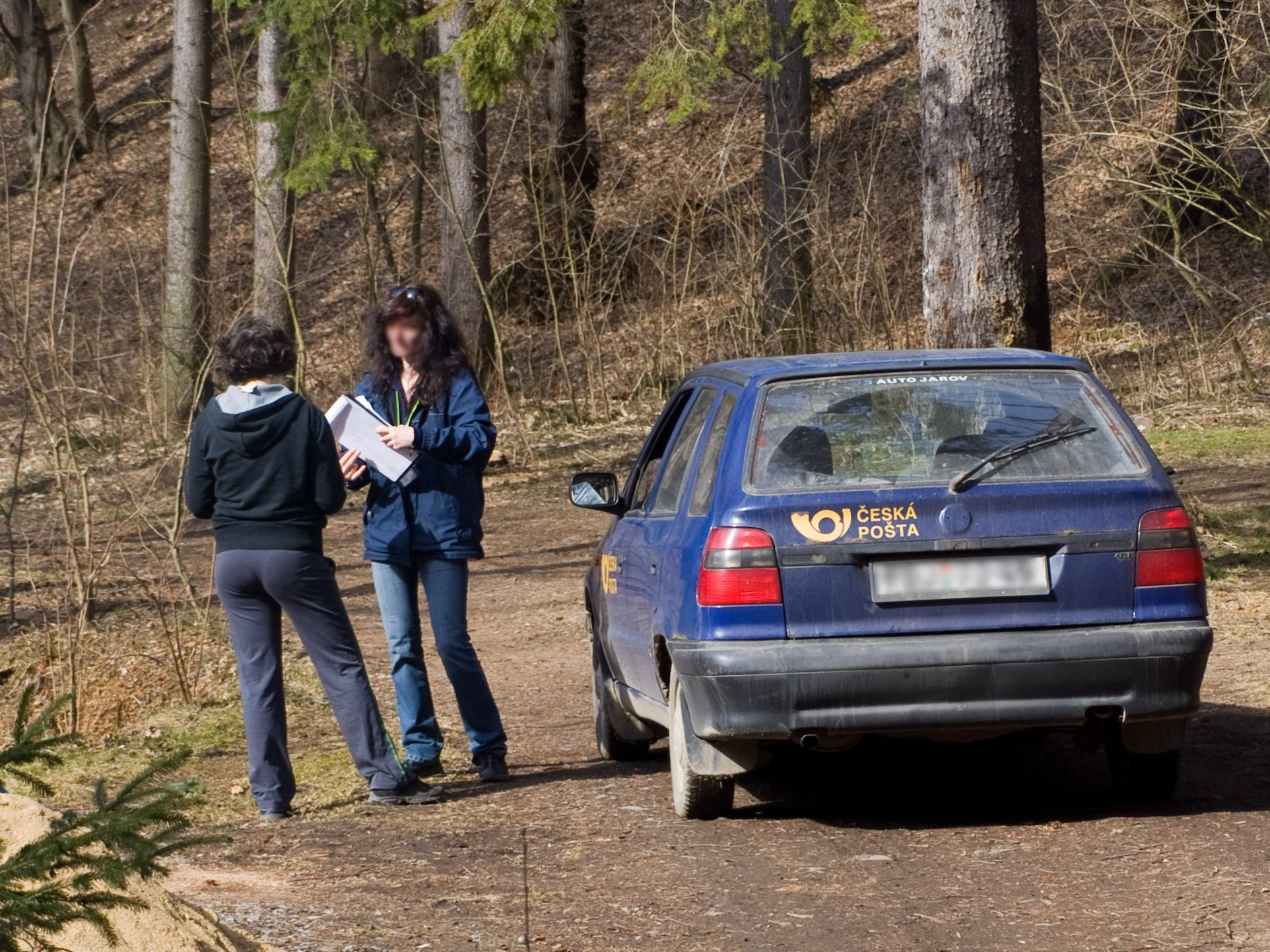
Pošťačka předává obyvatelce chaty sčítací archy pro Sčítání lidu, domů a bytů 2011

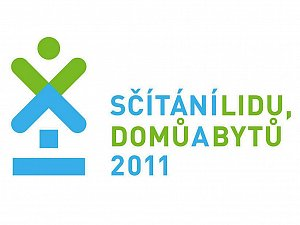
Logo sčítání

Sčítání lidu, domů a bytů 2011 bylo celostátní sčítání lidu na území České republiky. Konalo se k rozhodnému okamžiku půlnoci z pátku 25. na sobotu 26. března 2011. Nařízení Evropského parlamentu a Rady Evropské unie č. 763/2008 stanovilo, že sčítání probíhá ve všech členských zemích Evropské unie (EU) jednou za deset let počínaje rokem 2011, přičemž další referenční roky určuje Evropská komise jako výkonný orgán EU. Na základě návrhu české vlády nařídil Parlament České republiky sčítání zákonem č. 296/2009 Sb., o sčítání lidu, domů a bytů v roce 2011, nikoliv obecným zákonem, který by platil i pro další sčítání. Zákon nařídil účast ve sčítání a pravdivé vyplnění údajů pod hrozbou pokuty 10 000 Kč. Tehdejší ministr financí Miroslav Kalousek při předkládání zákona o sčítání ve sněmovně uvedl, že náklady na toto sčítání měly být 2,5 miliardy Kč. Sčítání zajišťoval Český statistický úřad (ČSÚ).

## Postup sčítání
Proces sčítání měl několik fází. Nejprve sčítací komisaři měli rozdat obyvatelům ve svém sčítacím obvodu do schránek informační letáček s údaji o sčítání a s uvedeným datem, kdy se u obyvatele zastaví a předají mu sčítací formuláře. Ve stanovený den pak domácnosti měli navštívit a předat jim jeden až tři druhy sčítacích formulářů, a sice sčítací list osoby pro každou osobu v domácnosti, bytový list pro každou domácnost a domovní list pro majitele nebo správce domů. Typy formulářů se liší barvou.
Rozhodným okamžikem pro jeho vyplnění byla půlnoc z pátku 25. na sobotu 26. března 2011. Vyplnění bylo možné provést buď elektronicky přes internet nebo ručně do sčítacích formulářů. Ručně vyplněné formuláře buď vybral sčítací komisař při další návštěvě nebo bylo možné je odeslat na Český statistický úřad poštou. Elektronicky vyplněné sčítací archy bylo možno odeslat prostřednictvím webové adresy www.scitani.cz. Bylo však nutné do elektronického formuláře opsat tzv. potvrzovací kódy z papírového sčítacího formuláře, který tedy musel obdržet nebo si vyzvednout i ten, kdo ho nevyplňoval.
Papírové sčítací archy byly před zpracováním převedeny do elektronické podoby a anonymizovány. Nosiče dat s neanonymizovanými daty byly zničeny v březnu 2014. Anonymizovaná data byla v elektronické podobě předána Národnímu archivu.
Oproti předchozímu sčítání ubyly otázky na vlastnictví auta, chaty nebo televizoru, zůstala však otázka na počítač v domácnosti a připojení k internetu a přibyla otázka na registrované partnerství. Dotazy na sňatky a zaměstnání jsou méně podrobné, údaje o náboženské víře, církevní příslušnosti a národnosti jsou jako jediné dobrovolné.

## Zajištění sčítacích komisařů
Český statistický úřad si pro zajištění práce sčítacích komisařů (roznášku tiskopisů, sběr vyplněných tiskopisů a zadání údajů do počítače) najal ve výběrovém řízení Českou poštu (původně se podle Deníku Referendum uvažovalo o tom, že by zaměstnanci obecních úřadů, České pošty i jiní dobrovolníci uzavírali smlouvy přímo s ČSÚ, podobně jako při předchozím sčítání).  Většinu sčítacích komisařů tvoří poštovní doručovatelé České pošty, kteří měli tiskopisy roznášet po své nezkrácené pravidelné směně, pokud se k této činnosti dobrovolně přihlásili. Pravidelnou roznášku pošty přitom měli zakázáno k předávání formulářů využít. V té souvislosti se objevovala kritika, že mnozí doručovatelé byli k této činnosti fakticky nuceni hrozbou propouštění, přičemž jejich platové ohodnocení bylo nedostatečné (90 Kč/h s 10% zdaněním; externisté najatí ČSÚ měli údajně mzdu několikanásobně vyšší) a činnost byla organizována chaoticky. Na jednu domácnost jsou údajně počítány tři minuty času sčítacího komisaře. Deníku Referendum i Českému statistickému úřadu se Česká pošta odmítla k otázce přetěžování svých zaměstnanců vyjádřit. Česká pošta měla problémy se získáním dostatečného počtu sčítacích komisařů, jichž původně chtěla mít 14 tisíc, z toho dvě třetiny externích. Nakonec bylo sčítacích komisařů kolem 9500. Externí spolupracovníky získávala Česká pošta především z řad rodinných příslušníků svých pracovníků, jinak byli mezi zájemci významněji zastoupeni vysokoškolsky vzdělaní lidé ve věku kolem 50 let, zejména z oborů statistiky či sociologie. Kromě České pošty zajišťuje sčítání i Český statistický úřad svými pracovníky, a to zejména v hromadných ubytovacích zařízeních. V roce 2011 poprvé sčítací komisaři nekontrolovali správnost zápisů ani neprováděli předběžné sumarizace.

## Zkušební sčítání
K rozhodnému okamžiku půlnoci ze 16. na 17. dubna 2010 v rámci příprav uskutečnil Český statistický úřad zkušební sčítání, do kterého bylo zapojeno 0,5 % obyvatel ve všech regionech. Jeho cílem bylo ověřit správnost všech etap průběhu sčítání a vyhodnotit zkušenosti, zejména pak ověřit srozumitelnost vyplňovaných formulářů před celorepublikovým sčítáním. Při zkušebním sčítání využilo 6,4 % dotčených obyvatel možnost odeslat formulář po internetu. Na základě zkušeností ze zkušebního sčítání byl například technicky upraven elektronický formulář. Také se ukázalo, že starší respondenti nerozumí termínu „registrované partnerství“ a považují za něj i manželství. Při zkušebním sčítání nastaly rovněž menší problémy s distribucí formulářů a ČSÚ proto jednal s Českou poštou, aby se obdobná situace při ostrém sčítání neopakovala.
V souvislosti s tímto sčítáním se objevila iniciativa požadující možnost zapsat si jako svou víru jediismus, kterému byl údajně podle oznámení ČSÚ udělen vlastní sčítací kód. Patrně v reakci na tento krok se několik českých pohanských uskupení obrátilo na ČSÚ s žádostmi o přidělení vlastního sčítacího kódu i pro pohanství. Těmto žádostem bylo 17. 2. 2011 vyhověno. Součet osob, které do kolonky náboženství vyplní jako víru pohanství nebo jedi, tak údajně bylo k dispozici nejen jejich vyznavačům, ale např. i religionistům, kteří se problematikou nové religiozity zabývají. Ve skutečnosti ovšem sčítací list osoby v kolonce 12 neumožňovalo vyplnění konkrétní víry, ale pouze konkrétní církve nebo náboženské společnosti, zatímco ostatní věřící měli možnost pouze zaškrnout políčko „věřící – nehlásící se k žádné církvi ani náboženské společnosti“. Do políčka s údajem o církvi nebo náboženské společnosti lze i v elektronické verzi vyplnit jakýkoliv údaj, není nutno vybírat z předdefinovaných možností a volba není omezena jen na registrované církve a náboženské společnosti. Český statistický úřad nezveřejnil metodiku, takže nebylo veřejně známé, nakolik bylo statistické vyhodnocování údajů závislé na předchozím okódování či neokódování možností.
V dubnu 2010 proběhlo pod vedením Evy Kortanové z ČSÚ i zábavné propagační minisčítání na několika základních školách v Přerově, Praze a Řevnicích, v říjnu a listopadu pak na větším počtu základních škol a v nižších ročnících víceletých gymnázií ve všech krajích.

## Organizační problémy
Distribuci tiskopisů provázely problémy, například se na mnoha místech sčítací komisaři nedostavili v dobu, kterou občanům oznámili, takže lidé byli leckdy i opakovaně nuceni na ně zbytečně vyčkávat a pak si ještě vystát frontu na poště, a to i ti, kteří chtěli vyplnit formulář po internetu. Někteří komisaři v rozporu s metodikou avizovali návštěvu v dopoledních hodinách nebo v neúměrně dlouhém časovém rozmezí. Vázla i příprava formulářů pro komisaře. Český statistický úřad vyjádřil rovněž nespokojenost s nespolehlivostí České pošty. Česká pošta však hlásila, že všechny práce probíhají standardně a situace se sčítacími komisaři byla stabilizována. Call centrum České pošty stíhalo vyřizovat jen zlomek dotazů a připomínek (např. 8. března jen 6000 ze 60000), ale z finančních důvodů bylo posíleno jen o 15 %.

## Postoje veřejnosti

### Média a diskuse
Přípravu sčítání v roce 2011 provázely hojné polemiky v médiích, zejména na webzinech, na blozích a v internetových diskusích, kde se objevovala celá škála názorů od podpory sčítání až po výzvy k jeho bojkotu. Strana svobodných občanů založila webovou stránku Nechci být sečten!, na níž uvádí výzvu a argumenty proti sčítání a odkazy na množství podobně zaměřených článků na webu. Mezi časté námitky patří, že místo plošného vyplňování tiskopisů celou populací by měl stát umět využít data, která bez ohledu na sčítání vede v různých registrech, popřípadě provádět dotazníkový průzkum jen na vzorku obyvatel, což evropské nařízení připouští a některé státy aplikují.

### Průzkum
24. března 2011 zveřejnila mnohá média zprávu ČTK o průzkumu provedeném agenturou STEM ve dnech 1. až 8. března na vzorku 1248 respondentů, podle nějž 98 % respondentů má povědomí, že se sčítání koná, 29 % nevědělo o povinné účasti a o pokutě za neúčast a třetina respondentů nesouhlasila s tím, že sčítání je prospěšné. 70 % respondentů považovalo ČSÚ za dobrého garanta ochrany osobních údajů. O prospěšnosti sčítání a garanci ochrany dat byli méně přesvědčeni lidé s nižším vzděláním a chudší. O tom, že sčítání byla povinné, byla nižší míra povědomosti mezi lidmi mladými a lidmi bez vzdělání (nevyučenými).

### Ústavní stížnost proti sčítání lidu
Studentka veřejného finančnictví a politologie Klára Burešová z Kunovic podala 16. března 2011 prostřednictvím advokátní kanceláře Kláry Samkové ústavní stížnost proti sčítání lidu. Stěžovatelka namítá, že jde o zásah státu do soukromí z důvodů, které nespadají do podmínek stanovených v čl. 8 Listiny základních práv a svobod a svým rozsahem přesahují nezbytnost, která je jednou z podmínek, a o některých citlivých údajích (národnost a víra přímo, sexuální orientace nepřímo dotazem na registrované partnerství) tvrdí, že jejich znalost nemůže sloužit státu k žádnému z účelů, které jako přípustný důvod narušení soukromí Listina připouští. Důvody obhajující sčítání a jeho rozsah považuje za zástupné, nepravdivé či nelegitimní. Dále stěžovatelka považuje za narušení soukromí, že se k jejím citlivým osobním údajům dostanou přinejmenším pracovníci České pošty, kteří nejsou dostatečně kvalifikovaní k tomu, aby mohli s tak citlivými informacemi pracovat. Stěžovatelka považuje pokutu 10 000 Kč za nevyplnění formuláře za neúměrně vysokou ve srovnání s pokutami za přestupky srovnatelné závažnosti i ve srovnání s případnou náhradou osobnostní újmy, jakou by bylo možné od organizátora sčítání vysoudit, což považuje za narušení ústavního práva vlastnit majetek. Dále stěžovatelka namítá, že zákon o sčítání lidu v roce 2011 je zákonem ad hoc a nikoliv zákonem obecným, což je narušení dělby moci mezi mocí zákonodárnou a výkonnou. Výdaje na sčítání považuje za nehospodárné a zbytečné, čímž je, zvlášť v době špatného stavu veřejných financí státu, ohrožována cenová stabilita jakožto hodnota chráněná ústavou. Významná média o ústavní stížnosti referovala, avšak ve zprávě ČTK ji komentoval pouze místopředseda ČSÚ, inženýr ekonomie Stanislav Drápal, který jí nedával šanci na úspěch, názor žádného právníka zpráva ČTK ani Mediafaxu neobsahovala. Spis byl přidělen čtvrtému senátu Ústavního soudu ČR, vedenému soudkyní Vlastou Formánkovou.
Dne 1. srpna 2011 Ústavní soud ČR stížnost zamítl, jako neoprávněnou a zdůraznil, že to byla její zákonná povinnost.

### Postih občanů, kteří nesplnili zákonnou povinnost
Dne 22. 9. 2011 bylo zahájeno správní řízení s 233 osobami, u nichž bylo po důkladném zkoumání zjištěno, že záměrně nesplnili zákonnou povinnost při sčítání lidu, domů a bytů 2011. V rámci přestupkového řízení hrozí viníkům finanční postih až do výše 10 tisíc Kč.

## Výsledky Sčítání lidu, domů a bytů 2011
Ve čtvrtek 15. prosince 2011 byly zveřejněny předběžné výsledky Sčítání lidu, domů a bytů za decenium 2011. Obyvatel ČR přibývá především díky cizincům a celkem je k tomuto datu v ČR evidováno 10 562 214 obyvatel. Lidé se přestávají hlásit ke své národnosti, jednou z výjimek jsou Moravané, jichž se ke své národnosti hlásí celkem 630 897, což byl nárůst oproti minulému sčítání lidu. Podíl věřících u jednotlivých církví se zásadně nezměnil, přibyli pouze jediové. Výrazně vzrostl počet vysokoškoláků a přibylo i lidí bez vzdělání. V oblasti zásobování domácností teplem bylo zjištěno, že se lidé vrací k tradičnímu vytápění tuhými palivy, respektive vytápění dřevem. Použití uhlí jako zdroje tepla klesá. Obce rozprodávají svůj bytový fond, výrazně tedy narůstá počet bytů v osobním vlastnictví.
Dle harmonogramu zveřejnění dalších výsledků ČSÚ bylo ve 3. čtvrtletí roku 2012. Ve 4. čtvrtletí 2012 pak následovaly podrobné údaje o domácnostech i bytech za celou ČR a kraje. A dále základní informace o okresech a obcích. V 1. čtvrtletí roku 2013 již byly k dispozici podrobné údaje za okresy, města a obce. Od 2. čtvrtletí 2013 následovaly údaje o dopravě do zaměstnání. Statistický lexikon obcí a Atlas výsledků SLDB byl vydán ve 2. pololetí 2013. Celková data za Českou republiku byla Evropské komisi předána ČSÚ na přelomu let 2013 a 2014.